# Antoni Kamodziński
Antoni Kamodziński (Komodziński) herbu Grzymała – podwojewodzi bełski w 1725 roku, cześnik bracławski w latach 1725-1747.